# Campeonato Sul-Americano de Corta-Mato de 2005
O 20º Campeonato Sul-Americano de Corta-Mato de 2005 foi realizado em Montevidéu, no Uruguai, entre os dias 19 e 20 de fevereiro de 2005. Participaram da competição 138 atletas de dez nacionalidades. Na categoria sênior masculino William de Jesús Naranjo da Colômbia levou o ouro, e na categoria sênior feminino Lucélia de Oliveira Peres do Brasil levou o ouro. 

## Medalhistas
Esses foram os campeões da competição. 
| Evento                                  | Ouro                                | Ouro  | Prata                            | Prata | Bronze                             | Bronze |
| --------------------------------------- | ----------------------------------- | ----- | -------------------------------- | ----- | ---------------------------------- | ------ |
| Individual                              |                                     |       |                                  |       |                                    |        |
| Masculino sênior (12 km)                | William de Jesús Naranjo · Colômbia | 38:50 | Gilson Vieira da Silva · Brasil  | 38:53 | Silvio Guerra · Equador            | 39:13  |
| Masculino sênior curta distância (4 km) | Israel dos Anjos · Brasil           | 12:07 | Germán Schiel · Argentina        | 12:11 | José Alejandro Semprún · Venezuela | 12:13  |
| Masculino júnior (8 km)                 | Jhon Tello · Colômbia               | 27:11 | Alison Vieira Gonçalves · Brasil | 27:34 | Pablo Mena · Chile                 | 27:52  |
| Masculino juvenil (4 km)                | José Mauricio González · Colômbia   | 12:55 | Joaquín René Varas · Chile       | 13:00 | Nahuel Luengo · Argentina          | 13:01  |
| Feminino sênior (8 km)                  | Lucélia de Oliveira Peres · Brasil  | 29:23 | Susana Rebolledo · Chile         | 29:24 | Maria Lúcia Alves Vieira · Brasil  | 30:19  |
| Feminino sênior curta distância (4 km)  | Susana Rebolledo · Chile            | 14:02 | Sandra Amarillo · Argentina      | 14:23 | Karina Córdoba · Argentina         | 14:24  |
| Feminino júnior (6 km)                  | Jessica Quispe · Peru               | 21:53 | Inés Melchor · Peru              | 22:19 | Sabine Heitling · Brasil           | 22:49  |
| Feminino juvenil (3 km)                 | Karina Villazana · Peru             | 11:20 | Tatiane Raquel da Silva · Brasil | 11:29 | Carmen Mamani · Peru               | 11:32  |
| Equipe                                  |                                     |       |                                  |       |                                    |        |
| Masculino sênior                        | Equador                             | 12    | Brasil                           | 19    | Venezuela                          | 28     |
| Masculino sênior curta distância        | Brasil                              | 11    | Venezuela                        | 17    | Argentina                          | 21     |
| Masculino júnior                        | Brasil                              | 10    | Uruguai                          | 15    | Argentina                          | 22     |
| Masculino juvenil                       | Chile                               | 8     | Argentina                        | 14    | Uruguai                            | 23     |
| Feminino sênior                         | Brasil                              | 6     | Uruguai                          | 15    |                                    |        |
| Feminino sênior curta distância         | Argentina                           | 9     | Chile                            | 14    | Brasil                             | 25     |
| Feminino júnior                         | Peru                                | 7     | Brasil                           | 14    | Argentina                          | 24     |
| Feminino juvenil                        | Peru                                | 6     | Argentina                        | 18    | Uruguai                            | 21     |

## Resultados da corrida

### Masculino sênior (12 km)
Individual
| Posição           | Atleta                   | Nacionalidade | Tempo |
| ----------------- | ------------------------ | ------------- | ----- |
| Medalha de ouro   | William de Jesús Naranjo | Colômbia      | 38:50 |
| Medalha de prata  | Gilson Vieira da Silva   | Brasil        | 38:53 |
| Medalha de bronze | Silvio Guerra            | Equador       | 39:13 |
| 4                 | Ubiratan dos Santos      | Brasil        | 39:41 |
| 5                 | Franklin Tenorio         | Equador       | 39:44 |
| 6                 | Jhon Cusi                | Peru          | 39:46 |
| 7                 | Cristián Rosales         | Uruguai       | 39:52 |
| 8                 | Edgar Chancusig          | Equador       | 39:58 |
| 9                 | Jorge Cabrera            | Paraguai      | 40:05 |
| 10                | Santiago Figueroa        | Argentina     | 40:06 |
| 11                | José Alejandro Semprún   | Venezuela     | 40:25 |
| 12                | Jesús Angulo             | Venezuela     | 40:37 |
| 13                | Ernesto Zamora           | Uruguai       | 40:49 |
| 14                | Richard Arias            | Equador       | 41:01 |
| 15                | Manuel Bellorín          | Venezuela     | 41:16 |
| 16                | César Colna              | Venezuela     | 41:23 |
| 17                | Leonardo Malgor          | Argentina     | 41:27 |
| 18                | Alberto Olivera          | Argentina     | 41:36 |
| 19                | Sergio Palma             | Argentina     | 41:43 |
| 20                | Rubén Ramírez            | Uruguai       | 41:50 |
| 21                | Sérgio da Silva          | Brasil        | 41:58 |
| 22                | William Peñaloza         | Equador       | 42:01 |
| 23                | Luis Nogués              | Uruguai       | 42:11 |
| 24                | Gustavo López            | Paraguai      | 43:21 |
| 25                | Óscar Fernández          | Uruguai       | 43:44 |
| 26                | Ausberto Lucas           | Bolívia       | 44:10 |
| 27                | Antonio Ibáñez           | Argentina     | 44:15 |
| —                 | Pablo Gardiol            | Uruguai       | DNF   |

Equipe
| Silvio Guerra      | 2     |
| Franklin Tenorio   | 4     |
| Edgar Chancusig    | 6     |
| (Richard Arias)    | (n/s) |
| (William Peñaloza) | (n/s) |

| Gilson Vieira da Silva | 1  |
| Ubiratan dos Santos    | 3  |
| Sérgio da Silva        | 15 |

| José Alejandro Semprún | 8     |
| Jesús Angulo           | 9     |
| Manuel Bellorín        | 11    |
| (César Colna)          | (n/s) |

| Cristian Rosales  | 5     |
| Ernesto Zamora    | 10    |
| Rubén Ramírez     | 14    |
| (Luis Nogués)     | (n/s) |
| (Oscar Fernández) | (n/s) |
| (Pablo Gardiol)   | (DNF) |

| Santiago Figueroa | 7     |
| Leonardo Malgor   | 12    |
| Alberto Olivera   | 13    |
| (Sergio Palma)    | (n/s) |
| (Antonio Ibáñez)  | (n/s) |

* Nota: Os atletas entre parênteses não pontuaram para o resultado da equipe.

### Masculino sênior de curta distancia (4 km)
Individual
| Posição           | Atleta                  | Nacionalidade | Tempo |
| ----------------- | ----------------------- | ------------- | ----- |
| Medalha de ouro   | Israel dos Anjos        | Brasil        | 12:07 |
| Medalha de prata  | Germán Schiel           | Argentina     | 12:11 |
| Medalha de bronze | José Alejandro Semprún  | Venezuela     | 12:13 |
| 4                 | Jhon Cusi               | Peru          | 12:13 |
| 5                 | Gladson Silva Barbosa   | Brasil        | 12:18 |
| 6                 | Nico José Herrera       | Venezuela     | 12:29 |
| 7                 | André Alberi de Santana | Brasil        | 12:33 |
| 8                 | Jorge Cabrera           | Paraguai      | 12:35 |
| 9                 | Carlos Balcedo          | Argentina     | 12:38 |
| 10                | César Colna             | Venezuela     | 12:38 |
| 11                | Manuel Bellorín         | Venezuela     | 12:41 |
| 12                | Jesús Angulo            | Venezuela     | 12:42 |
| 13                | Martín Mañana           | Uruguai       | 12:43 |
| 14                | Esteban Coria           | Argentina     | 12:48 |
| 15                | Alejandro de los Santos | Uruguai       | 13:01 |
| 16                | Leonardo Price          | Argentina     | 13:06 |
| 17                | Walter Salinas          | Uruguai       | 13:11 |
| 18                | Alejandro Mesa          | Uruguai       | 13:18 |
| 19                | Fabián Romaszczuk       | Argentina     | 13:18 |
| 20                | Nelson Zamora           | Uruguai       | 13:24 |
| 21                | Emigdio Delgado         | Venezuela     | 13:25 |
| 22                | Cristian Gómez          | Uruguai       | 13:27 |
| 23                | Mariano Mastromarino    | Argentina     | 13:33 |
| 24                | Gustavo López           | Paraguai      | 13:35 |
| 25                | Aldo Franco             | Paraguai      | 13:56 |
| 26                | Valentín Valdovinos     | Paraguai      | 14:24 |

Equipe
| Israel dos Anjos        | 1 |
| Gladson Silva Barbosa   | 4 |
| André Alberi de Santana | 6 |

| José Alejandro Semprún | 3     |
| Nico José Herrera      | 5     |
| César Colna            | 9     |
| (Manuel Bellorín)      | (n/s) |
| (Jesús Angulo)         | (n/s) |
| (Emigdio Delgado)      | (n/s) |

| Germán Schiel          | 2     |
| Carlos Balcedo         | 8     |
| Esteban Coria          | 11    |
| (Leonardo Price)       | (n/s) |
| (Fabián Romaszczuk)    | (n/s) |
| (Mariano Mastromarino) | (n/s) |

| Martín Mañana           | 10    |
| Alejandro de los Santos | 12    |
| Walter Salinas          | 13    |
| (Alejandro Mesa)        | (n/s) |
| (Nelson Zamora)         | (n/s) |
| (Cristian Gómez)        | (n/s) |

| Jorge Cabrera         | 7     |
| Gustavo López         | 14    |
| Aldo Franco           | 15    |
| (Valentín Valdovinos) | (n/s) |

* Nota: Os atletas entre parênteses não pontuaram para o resultado da equipe.

### Masculino júnior (8 km)
Individual
| Posição           | Atleta                    | Nacionalidade | Tempo |
| ----------------- | ------------------------- | ------------- | ----- |
| Medalha de ouro   | Jhon Tello                | Colômbia      | 27:11 |
| Medalha de prata  | Alison Vieira Gonçalves   | Brasil        | 27:34 |
| Medalha de bronze | Pablo Mena                | Chile         | 27:52 |
| 4                 | Joílson Bernardo da Silva | Brasil        | 28:13 |
| 5                 | Diego Maurelli            | Argentina     | 28:30 |
| 6                 | José Luis Pérez           | Uruguai       | 28:50 |
| 7                 | Nicolás Cuestas           | Uruguai       | 28:55 |
| 8                 | Matías Fabregat           | Uruguai       | 29:01 |
| 9                 | Israel Mecabo             | Brasil        | 29:07 |
| 10                | Agustín Bernadas          | Argentina     | 29:18 |
| 11                | Aldo Franco               | Paraguai      | 29:21 |
| 12                | Derlis Ayala              | Paraguai      | 29:26 |
| 13                | César Ñanco               | Argentina     | 29:49 |
| 14                | Roberto González          | Paraguai      | 29:54 |
| 15                | Pablo Cuba                | Bolívia       | 30:05 |
| 16                | Cristopher Mininni        | Uruguai       | 30:14 |
| 17                | Carlos Torres             | Uruguai       | 30:21 |
| 18                | Esteban Cuestas           | Uruguai       | 30:27 |
| —                 | Cristian Crobat           | Argentina     | DNF   |
| —                 | Luis Chaparro             | Argentina     | DNS   |
| —                 | Carlos Báez               | Paraguai      | DNS   |

Equipe
| Alison Vieira Gonçalves   | 1 |
| Joílson Bernardo da Silva | 2 |
| Israel Mecabo             | 7 |

| José Luis Pérez      | 4     |
| Nicolás Cuestas      | 5     |
| Matías Fabregat      | 6     |
| (Cristopher Mininni) | (n/s) |
| (Carlos Torres)      | (n/s) |
| (Esteban Cuestas)    | (n/s) |

| Diego Maurelli    | 3     |
| Agustín Bernadas  | 8     |
| César Ñanco       | 11    |
| (Cristian Crobat) | (DNF) |

| Aldo Franco      | 9  |
| Derlis Ayala     | 10 |
| Roberto González | 12 |

* Nota: Os atletas entre parênteses não pontuaram para o resultado da equipe.

### Masculino juvenil (4 km)
Individual
| Posição           | Atleta                  | Nacionalidade | Tempo |
| ----------------- | ----------------------- | ------------- | ----- |
| Medalha de ouro   | José Mauricio González  | Colômbia      | 12:55 |
| Medalha de prata  | Joaquín René Varas      | Chile         | 13:00 |
| Medalha de bronze | Nahuel Luengo           | Argentina     | 13:01 |
| 4                 | Víctor Aravena          | Chile         | 13:18 |
| 5                 | Ricardo Barrientos      | Chile         | 13:19 |
| 6                 | Luciano Joaquín Almirón | Argentina     | 13:21 |
| 7                 | Eduardo Gregório        | Uruguai       | 13:26 |
| 8                 | Luis Molina             | Argentina     | 13:33 |
| 9                 | Matías Schiel           | Argentina     | 13:36 |
| 10                | Gustavo Espíndola       | Argentina     | 13:37 |
| 11                | Pablo Cuba              | Bolívia       | 13:38 |
| 12                | Gustavo Leite Barbosa   | Brasil        | 13:39 |
| 13                | Francisco Ponce de León | Chile         | 13:41 |
| 14                | Roberto González        | Paraguai      | 13:49 |
| 15                | Ángel Portela           | Uruguai       | 14:07 |
| 16                | Jonathan Sasías         | Uruguai       | 14:24 |
| 17                | Juan Sosa               | Uruguai       | 14:46 |
| 18                | Mathias Grattan         | Uruguai       | 14:54 |
| 19                | Carlos Roberto Báez     | Paraguai      | 15:20 |
| 20                | Gervasio Tarragona      | Uruguai       | 15:44 |
| —                 | Derlis Ayala            | Paraguai      | DNF   |

Equipe
| Joaquín René Varas        | 1     |
| Víctor Aravena            | 3     |
| Ricardo Barrientos        | 4     |
| (Francisco Ponce de León) | (n/s) |

| Nahuel Luengo           | 2     |
| Luciano Joaquín Almirón | 5     |
| Luis Molina             | 7     |
| (Matías Schiel)         | (n/s) |
| (Gustavo Espíndola)     | (n/s) |

| Eduardo Gregório     | 6     |
| Ángel Portela        | 8     |
| Jonathan Sasías      | 9     |
| (Juan Sosa)          | (n/s) |
| (Mathias Grattan)    | (n/s) |
| (Gervasio Tarragona) | (n/s) |

| Roberto González    | n/s |
| Carlos Roberto Báez | n/s |
| Derlis Ayala        | DNF |

* Nota: Os atletas entre parênteses não pontuaram para o resultado da equipe.

### Feminino sênior (8 km)
Individual
| Posição           | Atleta                    | Nacionalidade | Tempo |
| ----------------- | ------------------------- | ------------- | ----- |
| Medalha de ouro   | Lucélia de Oliveira Peres | Brasil        | 29:23 |
| Medalha de prata  | Susana Rebolledo          | Chile         | 29:24 |
| Medalha de bronze | Maria Lúcia Alves Vieira  | Brasil        | 30:19 |
| 4                 | Clara Morales             | Chile         | 30:20 |
| 5                 | Yolanda Fernández         | Colômbia      | 30:30 |
| 6                 | Marily dos Santos         | Brasil        | 30:50 |
| 7                 | Elena Guerra              | Uruguai       | 30:57 |
| 8                 | Estela María Martínez     | Argentina     | 32:01 |
| 9                 | Carina Allay              | Argentina     | 32:05 |
| 10                | Luz Maldonado             | Venezuela     | 32:21 |
| 11                | Marisol Redón             | Uruguai       | 35:59 |
| 12                | Sonia Botta               | Uruguai       | 36:39 |
| —                 | Sandra Torres Álvarez     | Argentina     | DNF   |
| —                 | Nadia Rodríguez           | Argentina     | DNF   |
| —                 | Jimena Labraña            | Chile         | DNF   |
| —                 | María Ercoli              | Uruguai       | DNF   |

Equipe
| Lucélia de Oliveira Peres | 1 |
| Maria Lúcia Alves Vieira  | 2 |
| Marily dos Santos         | 3 |

| Elena Guerra   | 4     |
| Marisol Redón  | 5     |
| Sonia Botta    | 6     |
| (María Ercoli) | (DNF) |

| Susana Rebolledo | n/s |
| Clara Morales    | n/s |
| Jimena Labraña   | DNF |

| Estela María Martínez | n/s   |
| Carina Allay          | n/s   |
| Sandra Torres Álvarez | DNF   |
| (Nadia Rodríguez)     | (DNF) |

* Nota: Os atletas entre parênteses não pontuaram para o resultado da equipe.

### Feminino sênior de curta distância (4 km)
Individual
| Posição           | Atleta                       | Nacionalidade | Tempo |
| ----------------- | ---------------------------- | ------------- | ----- |
| Medalha de ouro   | Susana Rebolledo             | Chile         | 14:02 |
| Medalha de prata  | Sandra Amarillo              | Argentina     | 14:23 |
| Medalha de bronze | Karina Córdoba               | Argentina     | 14:24 |
| 4                 | Nadia Rodríguez              | Argentina     | 14:25 |
| 5                 | Clara Morales                | Chile         | 14:28 |
| 6                 | María de los Ángeles Peralta | Argentina     | 14:36 |
| 7                 | Maria Lúcia Alves Vieira     | Brasil        | 14:38 |
| 8                 | Elena Guerra                 | Uruguai       | 14:40 |
| 9                 | Jimena Labraña               | Chile         | 14:51 |
| 10                | Raquel Maraviglia            | Argentina     | 15:04 |
| 11                | Elizabete Ferreira Cruz      | Brasil        | 15:16 |
| 12                | Gisele Barros de Jesus       | Brasil        | 15:34 |
| 15                | Ana Paula Díaz               | Uruguai       | 15:58 |
| 14                | Marcela Valeria Britos       | Uruguai       | 16:13 |
| 15                | María Laura Basallo          | Uruguai       | 16:53 |
| 16                | Sonia Botta                  | Uruguai       | 17:09 |

Equipe
| Sandra Amarillo                | 2     |
| Karina Córdoba                 | 3     |
| Nadia Rodríguez                | 4     |
| (María de los Ángeles Peralta) | (n/s) |
| (Raquel Maraviglia)            | (n/s) |

| Susana Rebolledo | 1 |
| Clara Morales    | 5 |
| Jimena Labraña   | 8 |

| Maria Lúcia Alves Vieira | 6  |
| Elizabete Ferreira Cruz  | 9  |
| Gisele Barros de Jesus   | 10 |

| Elena Guerra           | 7     |
| Ana Paula Díaz         | 11    |
| Marcela Valeria Britos | 12    |
| (María Laura Basallo)  | (n/s) |
| (Sonia Botta)          | (n/s) |

* Nota: Os atletas entre parênteses não pontuaram para o resultado da equipe.

### Feminino júnior (6 km)
Individual
| Posição           | Atleta                           | Nacionalidade | Tempo |
| ----------------- | -------------------------------- | ------------- | ----- |
| Medalha de ouro   | Jessica Quispe                   | Peru          | 21:53 |
| Medalha de prata  | Inés Melchor                     | Peru          | 22:19 |
| Medalha de bronze | Sabine Heitling                  | Brasil        | 22:49 |
| 4                 | Paola García                     | Colômbia      | 23:14 |
| 5                 | Rocío Cantará                    | Peru          | 23:16 |
| 6                 | Mary Emanuelly da Costa Oliveira | Brasil        | 23:41 |
| 7                 | Michele Cristina das Chagas      | Brasil        | 23:56 |
| 8                 | Ingrid Galloso                   | Chile         | 24:06 |
| 9                 | Camila de Mello                  | Uruguai       | 24:44 |
| 10                | Ivana Sánchez                    | Argentina     | 25:02 |
| 11                | Andrea Latapie                   | Argentina     | 25:37 |
| 12                | Gisela Benso                     | Argentina     | 26:03 |
| 13                | Silvina Quiroga                  | Argentina     | 29:09 |

Equipe
| Yessica Quispe | 1 |
| Inés Melchor   | 2 |
| Rocío Cantará  | 4 |

| Sabine Heitling                  | 3 |
| Mary Emanuelly da Costa Oliveira | 5 |
| Michele Cristina das Chagas      | 6 |

| Ivana Sánchez     | 7     |
| Andrea Latapie    | 8     |
| Gisela Benso      | 9     |
| (Silvina Quiroga) | (n/s) |

* Nota: Os atletas entre parênteses não pontuaram para o resultado da equipe.

### Feminino juvenil (3 km)
Individual
| Posição           | Atleta                  | Nacionalidade | Tempo |
| ----------------- | ----------------------- | ------------- | ----- |
| Medalha de ouro   | Karina Villazana        | Peru          | 11:20 |
| Medalha de prata  | Tatiane Raquel da Silva | Brasil        | 11:29 |
| Medalha de bronze | Carmen Mamani           | Peru          | 11:32 |
| 4                 | Belén Chaisa            | Peru          | 11:36 |
| 5                 | Claudia Ramírez         | Uruguai       | 11:49 |
| 6                 | Carolaine Leyton        | Chile         | 11:50 |
| 7                 | Ana Milena Orjuela      | Colômbia      | 11:50 |
| 8                 | Débora Lescano          | Argentina     | 12:23 |
| 9                 | Vanesa Monín            | Argentina     | 12:25 |
| 10                | Cristina Carrasco       | Argentina     | 12:35 |
| 11                | Romina Guinero          | Argentina     | 12:41 |
| 12                | María Cordero           | Uruguai       | 13:01 |
| 13                | Daiana Lema             | Uruguai       | 13:23 |
| 14                | Adriana Escurra         | Paraguai      | 13:26 |
| 15                | Ivana Batista           | Uruguai       | 13:48 |
| 16                | Florencia Machin        | Uruguai       | 14:13 |
| 17                | Luciana Acosta          | Uruguai       | 16:35 |

Equipe
| Karina Villazana | 1 |
| Carmen Mamani    | 2 |
| Belén Chaisa     | 3 |

| Débora Lescano    | 5     |
| Vanesa Monín      | 6     |
| Cristina Carrasco | 7     |
| (Romina Guinero)  | (n/s) |

| Claudia Ramírez    | 4     |
| María Cordero      | 8     |
| Daiana Lema        | 9     |
| (Ivana Batista)    | (n/s) |
| (Florencia Machin) | (n/s) |
| (Luciana Acosta)   | (n/s) |

* Nota: Os atletas entre parênteses não pontuaram para o resultado da equipe.

## Quadro de medalhas (não oficial)
| Ordem | País      | Medalha de ouro | Medalha de prata | Medalha de bronze | Total |
| ----- | --------- | --------------- | ---------------- | ----------------- | ----- |
| 1     | Brasil    | 5               | 5                | 3                 | 13    |
| 2     | Peru      | 4               | 1                | 1                 | 6     |
| 3     | Colômbia  | 3               | 0                | 0                 | 3     |
| 4     | Chile     | 2               | 3                | 1                 | 6     |
| 5     | Argentina | 1               | 4                | 5                 | 10    |
| 6     | Equador   | 1               | 0                | 1                 | 2     |
| 7     | Uruguai   | 0               | 2                | 2                 | 4     |
| 8     | Venezuela | 0               | 1                | 2                 | 3     |
|       | TOTAL     | 16              | 16               | 15                | 47    |

* Nota: O total de medalhas incluem  as competições individuais e de equipe, com medalhas na competição por equipe contando como uma medalha.

## Participação
De acordo com uma contagem não oficial, participaram 138 atletas de 10 nacionalidades.
| - Argentina (36) - Bolívia (2) - Brasil (19) - Chile (10) | - Colômbia (6) - Equador (5) - Paraguai (8) | - Peru (7) - Uruguai (38) - Venezuela (7) |